# أشعب
أشعب، هو شخصية فكاهية عرف بالطمع وكان له طرائف كثيرة ما زالت تروى في القصص الشعبية.

## حياته
أشعب بن جبير، وقد ولد في سنة تسع من الهجرة، وكان أبوه من مماليك عثمان بن عفان، وقد عمر أشعب حتى أيام خلافة المهدي.
ويقال له ابن أم حميدة ويكنى أبا العلاء وأبا القاسم، قيل إنه كان مولى لعبد الله بن الزبير. تولت تربيته أسماء بنت أبي بكر ذات النطاقين فتأدب وقرأ القرآن وجوده وحفظ الحديث وتنسك، وروى عن عكرمة وعن أبان بن عثمان بن عفان وغيرهما، ولكن هزله وظرفه ودعابته صرفت الناس عن الأخذ بجدية روايته حتى قيل فيه: «ضاع الحديث بين أشعب وعكرمة»، وخلاصة الحكاية أن أشعب قال: «حدثنا عكرمة عن ابن عباس أن رسول الله قال: لا يخلو المؤمن من خلتين». وسكت، فقيل له: «ما هما؟» فقال: «الأولى نسيها عكرمة، والثانية نسيتها أنا».
وقد روى عن عبد الله بن جعفر، فقد كان طيب العشرة من الظرفاء، يحسن القراءة، ذا صوت حسن فيها، فقد روت له كتب الأدب نوادر تبين حرصه وجشعه وطمعه وقد اختلط الصحيح بغير الصحيح حتى لا يكاد الباحث يعثر على هذه الشخصية التي أضحكت الناس بنوادرها، غير أن شهرة أشعب لم تقف عند عصر معين أو مكان معين فها هو أشعب ما يزال ماثلا حتى في الأدب الفارسي وقد عرف بالذكاء.
كان أشعب حسن الصوت يجيد الغناء ويتكسب به، وكان حسن الدعابة سريع النكتة شديد الحرص ميالاً للتطفل، وقد كان لشدة طمعه مضرب المثل، ذكره الميداني في «أمثال العرب» فقال: «أطمع من أشعب».
عاش طويلاً واتصل بكثير من الشخصيات المعروفة في زمنه، وكان يتنقل مرغوباً في عشرته بين حواضر الحجاز والعراق، وقدم بغداد في أيام المنصور العباسي وعاد إلى المدينة وتوفي بها.
توفي سنة 154 هـ الموافق للعام 771 م.

## في الأدب والتراث
ارتبط اسم أشعب في العصر العباسي بكثير من القصص والنوادر المأثورة والأخبار المستظرفة في كتب الأدب، والمستقاة من الأوضاع السياسية والاجتماعية ومن حياة الطبقة الوسطى في عصره، وهي تقدم صورة صادقة عن الحياة في تلك الأيام. وقد لقيت نوادره رواجاً عظيماً في العصور التي تلت ولاسيما في الأوساط الشعبية.

## طرائفه وبعض القصص المروية حوله
قيل إن أشعب خال الأصمعي.
عن سالم أنه قال لأشعب: إني أرى الشيطان ليتمثل على صورتك، وكان رآه بكرة، وأطعمه هريسة، ثم بعد ساعتين رآه مصفرا عاصبًا رأسه، بيده قصبة، قد تحامل إلى دار عبد الله بن عمرو بن عثمان.
قال الزبير: قيل لأشعب: نزوّجك؟ قال ابغوني امرأة أتجشأ في وجهها تشبع، وتأكل فخذ جرادة تنتخم.
قيل: أسلمته أمه عند بزاز، ثم قالت له: ما تعلمت؟ قال نصف الشغل، تعلمت النشر، وبقي الطي.
قيل: شوى رجل دجاجة، ثم ردها فسخنت، ثم ردها، فقال أشعب: هذه من آل فرعون «النار يعرضون عليها غدوا وعشيا».
قيل: لقي دينارًا فاشترى به قطيفة، ثم نادى: يا من ضاع منه قطيفة.
يقال: دعاه رجل، فقال: أنا خبير بكثرة جموعك، قال: لا أدعو أحدًا، فجاء، إذ طلع صبي، فقال أشعب: أين الشرط؟ قال: يا أبا العلاء! هو ابني، وفيه عشر خصال، أحدها: أنه لم يأكل مع ضيف، قال: كفى التسع لك، أدخله.
وعنه قال: أتتني جاريتي بدينار، فجعلته تحت المصلى، ثم جاءت بعد أيام تطلبه، فقلت: خذي ما ولد، فوجدت معه درهمًا فأخذت الولد، ثم عادت بعد جمعة وقد أخذته، فبكت، فقلت: مات النوبة في النفاس، فولولت، فقلت: صدقت بالولادة ولا تصدقين بالموت.
قال أبو عاصم: أوقفني ابن جريج على أشعب، فقال: ما بلغ من طمعك، قال: ما زفت امرأة إلا كنست بيتي رجاء أن تهدى إلي.
عن أبي عاصم: أن اشعب مرّ بمن يعمل طبقا، فقال: وسعه لعلهم يهدون لنا فيه، ومررت يومًا، فإذا هو ورائي، قلت: ما بك، قال: رأيت قلنسوتك مائلة، فقلت: لعلها تقع، فأخذها، قال: فأعطيته إياها.
قال أبو عبد الرحمن المقرئ: قال أشعب: ما خرجت في جنازة، فرأيت اثنين يتساران، إلا ظننت أن الميت أوصى لي بشيء.
قيل إنه كان يجيد الغناء. وقيل أنه مات سنة أربع وخمسين ومائة.
قال الشافعي : عبث الولدان يوما بأشعب فقال لهم : إن ههنا أناسا يفرقون الجوز - لطردهم عنه - فتسارع الصبيان إلى ذلك، فلما رآهم مسرعين قال : لعله حق فتبعهم.
قال له رجل : ما بلغ من طمعك ؟، فقال : ما زفات عروس بالمدينة إلا رجوت أن تزف إلي فأمسح داري وأنظف بابي واكنس بيتي.
اجتاز يوما برجل يصنع طبقا من قش فقال له : زد فيه طورا أو طورين لعله أن يهدى يوما لنا فيه هدية.
روى ابن عساكر أن أشعب غنى يوما لسالم بن عبد الله بن عمر قول بعض الشعراء:
فقال له سالم : أحسنت فزدنا، فغناه: 
فقال له: أحسنت ولولا أن يتحدث الناس لأجزلت لك الجائزة، وإنك من الأمر لبمكان.